# 徒河县
徒河县，中国古县名。
西汉置，治所在今辽宁省锦州市。属辽西郡。三国曹魏废。晋时，鲜卑慕容廆复置。北魏太平真君八年（447年）废，地入广兴。